# General Post Office
Das britische General Post Office (GPO) wurde im Jahr 1660 offiziell von Charles II. gegründet. Es wurde im Lauf seiner Geschichte staatliche Post- und Telekommunikationsbehörde. Im Jahr 1969 erfolgte die Überführung dieser Behörde in den neu gegründeten Staatsbetrieb Post Office Corporation. 1981 erfolgte dann eine Aufteilung in separate Post- und Telekommunikationsunternehmen.
Ursprünglich war das General Post Office ein Monopol für den Versand von Dingen von einem Versender zu einem Empfänger. Die Definition wurde mit der Einführung neuer Kommunikationsmethoden auf diese ausgedehnt. Der Postdienst wurde unter dem Namen Royal Mail bekannt, da er auf dem Verteilsystem für Regierungs- und Behördendokumente aufbaute. Die Überwachung der GPO oblag dem 1661 eingeführten Postmaster General. In späteren Jahrhunderten erhielt das GPO das Monopol für die Telekommunikation und versuchte, dies auch für den Rundfunk zu erreichen.

## Frühe Postdienste

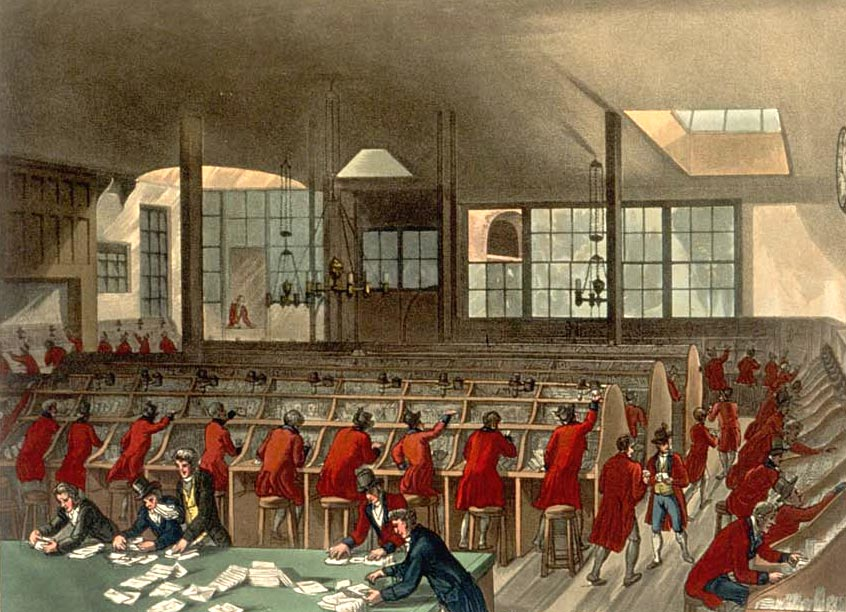
Mitarbeiter des Post Office in London, ca. 1808

Das General Post Office errichtete ein Netzwerk von Postämtern, auf denen Absender Sendungen aufgeben konnten. Diese wurde von dort zu Verteilzentren (den sogenannten Sortierstationen) gebracht. Von dort gingen sie direkt zum Empfänger. Ursprünglich wurde die Sendung vom Empfänger bezahlt. Dieser hatte das Recht, den Empfang abzulehnen, wenn er nicht bezahlen wollte. Die Gebühr war abhängig von der Entfernung, die der Gegenstand zurückgelegt hatte. Deswegen war es notwendig, über jede einzelne Sendung gesondert Buch zu führen. Im Jahr 1840 wurde die Penny Post eingeführt. Dies bedeutete die Einführung der Briefmarke und die Reduzierung der administrativen Kosten des Postdienstes.

## Hauptquartiere

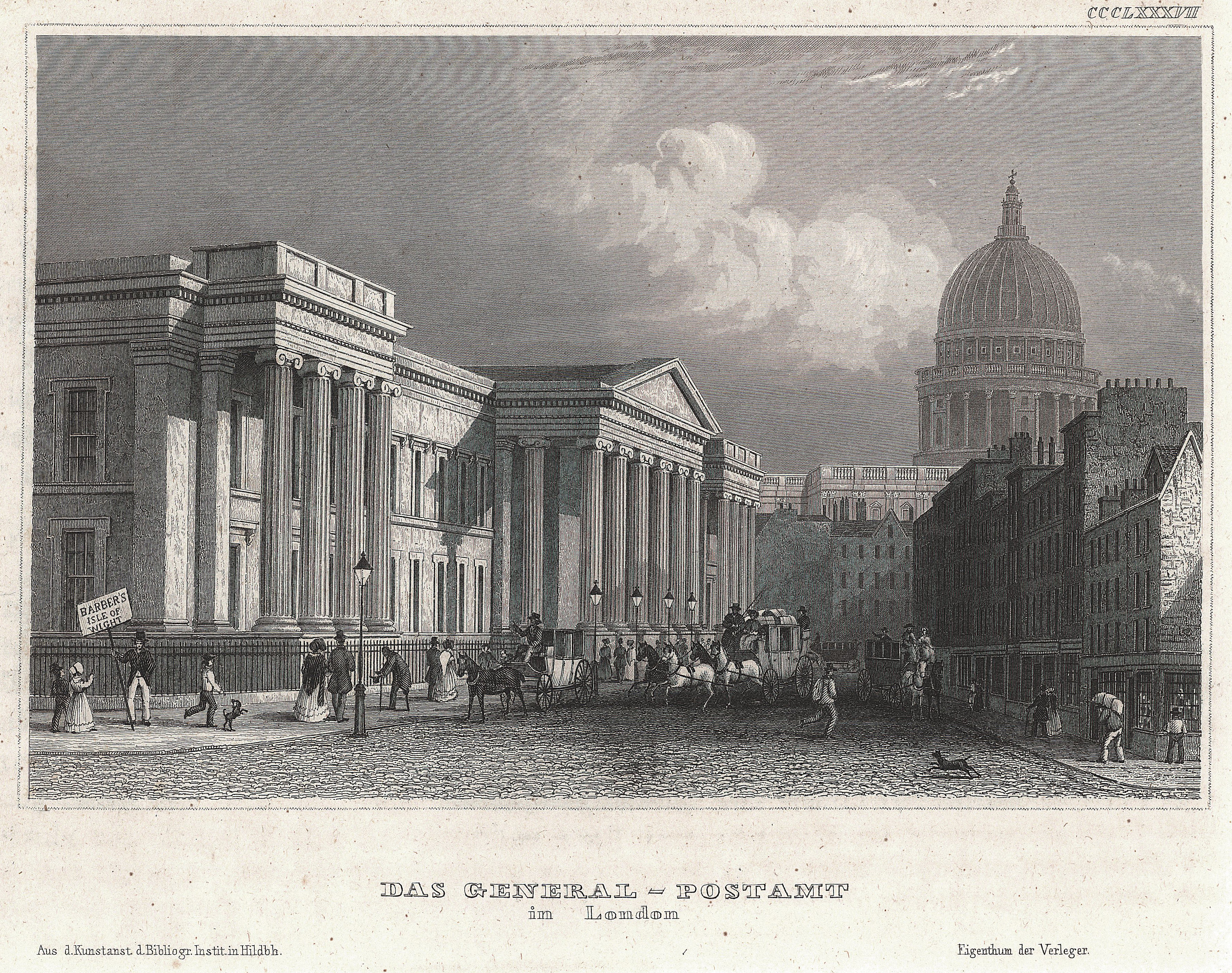
General Post Office 1842

General Post Office „St. Martins Le Grand“ in London vor 1910. Rechts das ursprüngliche Gebäude des General Post Office, links das Telegrafenamt und dahinter der Nordflügel.

Im 17., 18. und frühen 19. Jahrhundert befand sich das Hauptquartier der Behörde an wechselnden Orten innerhalb der City of London. Ein Neubau wurde zwischen 1825 und 1829 im östlichen Teil von St Martins-le-Grand nach den Plänen von Sir Robert Smirke errichtet. Das Gebäude wurde im griechischen Stil errichtet und hatte ionische Portikusse und war ca. 122 Meter lang und 24 Meter breit. Um 1870 wurde für die Telegrafenabteilung auf der anderen Straßenseite eigenes Gebäude errichtet. An diesen wiederum wurde 1890 im Zuge der weiteren Expansion das General Post Office North angebaut. Der Schließung des ursprünglichen Gebäudes 1910 folgte dessen baldiger Abriss. Der heutige Hauptsitz der BT Group befindet sich an der Stelle des alten Telegraph Office. Von den drei Gebäuden des GPO ist heute nur noch die nördliche Erweiterung erhalten. Sie wurde in den 1980er Jahren an die Nomura Holdings verkauft, unter Erhaltung der historischen Fassade umgebaut und ist heute als Nomura House bekannt.
Der 1880 eröffnete Park auf dem ehemaligen Kirchfriedhof von St Botolph’s Aldersgate, unmittelbar nördlich an das General Post Office North angrenzend, wurde schon bald zu einem beliebten Ort für die Postangestellten, die dort ihre Mittagspause verbrachten. Er trägt daher bis heute den Namen Postman’s Park.
In der Mitte des 19. Jahrhunderts gab es vier Außenbüros in London: eines in der City in der Lombard Street, zwei im West End in Charing Cross und in der Cavendish Street Nähe Oxford Street und ein viertes südlich der Themse in der Borough High Street.

## Neue Kommunikationssysteme
Bei der Entstehung neuer Formen der Kommunikation in der Mitte des 19. und am Anfang des 20. Jahrhunderts beanspruchte das GPO die Monopolrechte ausgehend vom Argument, dass es hier um Transporte von einem Sender zu einem Empfänger ging. Dies wurde dazu benutzt, das Monopol vom Postdienst auf jede Form elektronischer Kommunikation zu erweitern, da jeder Sender eine Art Verteilerdienst benutzte. Diese Verteilerdienste wurden rechtlich als Arten elektronischer Postämter gewertet. Dies traf auf alle Telegrafen- und Telefonverteiler zu.
Mitte des 19. Jahrhunderts wurden viele private Telegrafenfirmen in Großbritannien gegründet. Der Telegraph Act von 1868 gab dem Postmaster General das Recht, inländische Telegrafenfirmen zu übernehmen und der Telegraph Act von 1869 übertrug ihm das Monopol auf die telegrafische Übermittlung in ganz Großbritannien. Telegrafen in Übersee fielen nicht unter dieses Gesetz. Die privaten Firmen wurden aufgekauft. Der nun vereinte Telegrafendienst hatte 1058 Telegrafenbüros in größeren und kleineren Städten und 1874 Büros in Bahnhöfen. Im Jahr 1869 wurden 6.830.812 Telegramme versandt und brachten einen Reinerlös von 550.000 £. Der letzte entscheidende Schritt war 1912 die Übernahme der National Telephone Company, nach der nur noch wenige kleine Anbieter unabhängig vom General Post Office existierten.
Dieselben Grundsätze wurden bei der Telefonie, den drahtlosen Telegrafendiensten und im Mobilfunk angewandt. Diese spätere Expansion umfasste auch alle Arten drahtloser Ausstrahlung, wobei hier der Versand von Sender zu Empfänger nicht näher spezifiziert war. Das General Post Office definierte alle Sendeanlagen als Sender und die einzelnen Empfänger als solche. Genau wie bei der Post war nun alles vom General Post Office unter der Royal Charter lizenziert.

## Die Kontrolle des Rundfunks
Die angewandte Theorie geriet mit der Erfindung des Mobilfunks ins Wanken, da die Sendemasten eben nicht einen spezifischen Empfänger ansprachen. Trotzdem wurde diese Theorie akzeptiert und Gesetz. Damit wurde das Monopol des General Post Office auf alle Arten der elektronischen Kommunikation ausgeweitet.
Das General Post Office zwang 1922 alle Elektronikhersteller, die Firma British Broadcasting Company (BBC) zu gründen, die unter GPO-Lizenz stand. Diese erste BBC wurde 1927 aufgelöst, als durch eine Royal Charter die ebenfalls GPO-lizenzierte British Broadcasting Corporation gegründet wurde.
Von Anfang an hatte das General Post Office Probleme mit Piratensendern, die ohne GPO-Lizenz sendeten. Diese Konkurrenz war sich sehr wohl der Tatsache bewusst, dass das General Post Office niemals eine solche gewähren würde. Zur Verfolgung der Piratensender schuf das General Post Office eine Gruppe von Ermittlern mit Peilwagen.
Vor dem Zweiten Weltkrieg hatte das General Post Office auch mit Konkurrenz vom europäischen Festland zu kämpfen, die mit Sendern wie Radio Normandie und Radio Luxemburg ihre Signale in Richtung britischer Empfänger sendeten. Nach dem Krieg nahm Radio Luxemburg den Wettstreit wieder auf. Ab 1960 schlossen sich Radiostationen an, die sich auf Schiffen oder Bauwerken im Meer befanden. Die berühmtesten waren Radio Caroline und Wonderful Radio London. Es tauchten auch Radiosender auf den Britischen Inseln auf.
Die Aufsicht über das Radio wurden der Radio Authority (später Ofcom) übertragen.

## Auflösung des General Post Office
Im Jahr 1969 wurde das General Post Office von einer Regierungsbehörde mit Royal Charter in den Staatsbetrieb Post Office Corporation umgewandelt. Die behördliche Verantwortung für die Telekommunikation wurde dem Post Office Telecommunications übertragen, das damit Nachfolger der GPO Telephones Division wurde. Der British Telecommunications Act von 1981 spaltete die sogenannte British Telecommunications Corporation ab und ließ dem Post Office Telecommunications nur noch die Verantwortung über den Brief- und Paketdienst sowie den Betrieb der Postämter. Die Geschäfte der Post Office Corporation wurden später in die Royal Mail Group plc überführt, die 2001 gegründet wurde. Die British Telecommunications Corporation wurde 1984 zur British Telecommunications plc (heute BT Group) und privatisiert.